# Gloria Comesaña
Gloria Margarita Comesaña Santalices (Vigo, España, 5 de diciembre de 1946-Maracaibo, Venezuela, 18 de marzo de 2024) fue una filósofa feminista española radicada en Venezuela. Fue cofundadora de la Liga Feminista de Maracaibo y de la Casa de la Mujer de Maracaibo, además de cofundadora de la Red Universitaria Venezolana de Estudios de la Mujer (Reuevem) y en 1991, Coordinadora fundadora de la Cátedra Libre de la Mujer en la Universidad del Zulia (Maracaibo, Venezuela). El 18 de marzo de 2024 fallece a los 77 años de edad en la ciudad de Maracaibo, Venezuela.

## Biografía
Como filósofa, Comesaña realizó un doctorado en filosofía en la universidad de París I Panthéon-Sorbonne, Francia. Se ha especializado en estudios de la mujer, ha desarrollado una amplia trayectoria tanto como profesora y escritora, y ha desarrollado su obra propia, publicando numerosos trabajos sobre filosofía contemporánea y sobre teoría feminista, en revistas nacionales e internacionales, además de varios libros.
Entre sus obras se encuentran Mujer, Poder y Violencia, Filosofía, Feminismo y Cambio Social y La alteridad: estructura ontológica de las relaciones entre los sexos. Ha estudiado las corrientes del existencialismo sartreano, el materialismo dialéctico, la ecoteología y la obra de Hannah Arendt. Entre los filósofos y pensadores por los que ha admirado se encuentran Søren Kierkegaard, Martin Heidegger, Karl Jaspers, Gabriel Marcel y la teóloga Rosemary Radford Ruether. En una revista de filosofía de la universidad del Zulia (LUZ) desmintió que hubiese sido discípula de Simone de Beauvoir (una de las fundadoras del pensamiento feminista del siglo XX), una leyenda urbana, aunque en la universidad de París I asistió a un ciclo de conferencias de Beauvoir.
En la LUZ impartió clases en los doctorados en ciencias humanas y en arquitectura. Ha sido profesora invitada en la universidad Católica Cecilio Acosta y asesora de investigación de la facultad de Filosofía y Teología de esa universidad.
Comesaña fue cofundadora de la Liga Feminista de Maracaibo junto con Gladys Tinedo, Mary Pampolini, Fátima Borges, Beatriz Rincón, Consuelo Arconada, Alba Carosio, Trina Erebrie y Teresa Sosa, y de la Casa de la Mujer de Maracaibo. Fue fundadora y coordinadora la cátedra libre de la Mujer en la escuela de filosofía de la Universidad del Zulia, y es cofundadora de la Red Universitaria Venezolana de Estudios de la Mujer (Reuevem). También fue productora del programa radial «Todas a Una» en la radio universitaria.

## Obras
- Alineación y Libertad: la doctrina sartreana del otro[3]
- Análisis de las figuras femeninas en el teatro sartrean[3]
- Mujer, Poder y Violencia[3][2]
- Filosofía, Feminismo y Cambio Social[3][2]
- De métodos y filosofía feminista[3]
- La alteridad: estructura ontológica de las relaciones entre los sexos[3][2]
- El machismo, ideología nefasta[3]